# Le Pertre
Le Pertre település Franciaországban, Ille-et-Vilaine megyében. Lakosainak száma 1372 fő (2022. január 1.). Le Pertre Argentré-du-Plessis, Bréal-sous-Vitré, Brielles, Mondevert, Beaulieu-sur-Oudon, Cuillé, La Gravelle, Méral és Saint-Cyr-le-Gravelais községekkel határos.

## Népesség
A település népességének változása:
| Lakosok száma | 1376 | 1335 | 1326 | 1374 | 1416 | 1390 | 1389 | 1380 | 1377 | 1372 |
|               | 1968 | 1982 | 1990 | 2006 | 2013 | 2015 | 2017 | 2019 | 2020 | 2022 |